# Port de Borriana
El Port de Borriana és un port pesquer, comercial i esportiu, situat en la zona dels Poblats Marítims pertanyent al municipi valencià de Borriana, a la Plana Baixa.
El port de Borriana compta amb una superfície total adscrita de 895.454 m², dels quals 203.527 corresponen a la zona de servei en terra. El calat en la bocana del port és de 7 metres i es distingeixen 3 usos principals: el pesquer, el nàutic-esportiu i l'àrea d'usos complementaris, aquesta última ocupada per una zona tècnica de reparació naval (drassanes) i per activitats vinculades a l'aqüicultura.
L'accés natural al Port es realitza a través de la carretera CV-185 que uneix Vila-real amb Borriana i amb els seus poblats marítims (del que dista 2 km).

## Història
A finals del segle xix, a causa de l'exportació de la taronja, els poblats marítims de Borriana experimentaren un gran auge comercial, i per aquest motiu molts comerciants de la zona començaren a fixar les seues residències enfront del mateix mar. A més, ja en 1888 el Ministeri de Foment va concedir la construcció d'un embarcador, empresa que duria a terme la casa londinenca Isaac & Sons.
No obstant això, la concessió d'un autèntic port comercial es va aconseguir en 1903, gràcies al veí de la localitat Joaquín Peris Fuentes. En 1908 el futur port de Borriana es declara d'interès general, però en 1917 Joaquín Peris es va veure obligat a vendre la concessió al municipi. En 1921 i gràcies a la gestió política de Jaime Chicharro, per R.O. de 18 de desembre, s'aprovaren dins dels pressupostos estatals els projectes del port i del seu ferrocarril auxiliar, traçant-se amb xicotetes modificacions el que actualment és el plànol general del port de Borriana. Però el pla definitiu va ser de l'enginyer Luis Oliveros, adjudicant-se les obres en 1923 a José Friberg Egureu. El dic de Llevant, amb la seua dàrsena, començà a ser una realitat en 1927, finalitzant-se al novembre de 1932 gràcies a l'esforç del ministre republicà Vicente Cantos Figuerola. Des del primer tram en construcció de l'esmentat dic, l'11 de desembre de 1928, es va fer a la mar el primer vaixell amb taronges en els seus cellers.
El port de Borriana va ser transferit per l'Estat a la Generalitat Valenciana mitjançant el Reial decret 3059/1982, de 24 de juliol, de 1982.

## Tràfic marítim i usos complementaris

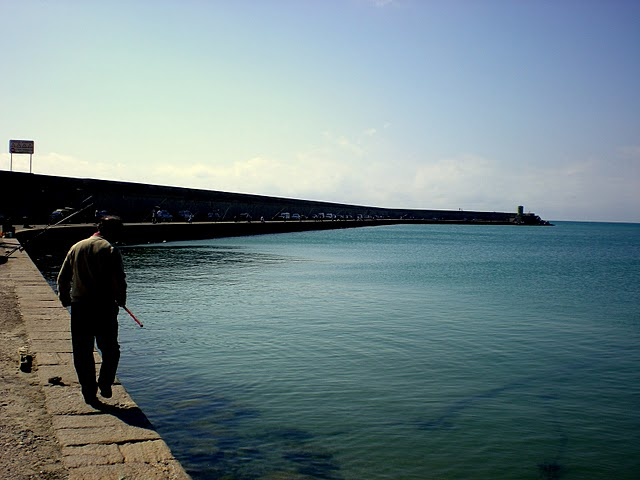
Dic del Port de Borriana.

A l'àrea ocupada pels usos complementaris li corresponen un total de 118.295 m², on es destaquen dues activitats: la drassana (la zona de reparació naval) i l'aqüicultura (de recent implantació en el port de Borriana).
La zona dedicada a la drassana està situada al costat del dic del port i limita amb la platja, ocupant una superfície de 36.709 m², dels quals utilitza 457 metres lineals de moll.
Entre 1997 i 2004, el nombre de vaixells de tràfic comercial que han passat pel port ha anat disminuint gradualment, passant dels 119 vaixells de 1997 als 54 de 2004 (a partir de 2005 les estadístiques inclouen les dades corresponents a les embarcacions de les piscifactories, per la qual cosa el tràfic es multiplica per 10). Una altra dada significativa és la pràctica desaparició del tràfic exterior des de 2003 i l'aparició esporàdica del tràfic interior en 2002 i 2003. No obstant això l'arqueig brut manté la tendència general passant de les quasi 110.000 TRB de 1997 a les menys de 45.000 de 2006.

## Zona nàutic-esportiva
L'ús nàutic esportiu està situat en el moll de Ribera, al llarg del contradic, i ocupa una superfície total de 139.427 m² i 1.146 metres de moll. Disposa d'un total de 687 atraques esportius (xifra superior a l'existent en altres ports de l'entorn), i l'espai està distribuït entre dues concessions diferents:
- Club Nàutic de Borriana: situat en el moll de Ribera, compta amb 435 metres lineals de moll, 6 pantalans i un calat d'entre 1,5 i 3 metres, comptant amb 352 atraques per eslora.

- Borriana Nova: Les seues instal·lacions s'estenen al llarg del contradic, comptant amb 711 metres lineals de moll i 6 pantalans. Actualment existeixen 335 atraques distribuïts per eslores.

A més de les dues concessions anteriors també hi ha una Escola de Vela (gestionada per la Generalitat Valenciana), que ocupa una superfície total de 2.052 m².